# The Mind’s I
The Mind’s I — третий студийный альбом шведской группы Dark Tranquillity, выпущенный в 1997 году.
После альбома The Gallery Dark Tranquillity перестала использовать старый английский язык и личные темы в своих песнях. The Mind’s I стал первым альбомом, в котором произошли эти изменения.
В 2005 году Century Media переиздала альбом, включив в него три песни из мини-альбома Enter Suicidal Angels и два концертных видео.

## Список композиций
| №                   | Название                 | Текст песни         | Музыка                        | Длительность |
| ------------------- | ------------------------ | ------------------- | ----------------------------- | ------------ |
| 1.                  | «Dreamlore Degenerate»   | Станне              | Хенрикссон, Сундин            | 2:44         |
| 2.                  | «Zodijackyl Light»       | Станне              | Сундин, Йоханссон             | 3:59         |
| 3.                  | «Hedon»                  | Сундин              | Хенрикссон, Сундин            | 5:37         |
| 4.                  | «Scythe, Rage and Roses» | Станне              | Хенрикссон                    | 2:33         |
| 5.                  | «Constant»               | Станне              | Сундин, Йоханссон             | 3:02         |
| 6.                  | «Dissolution Factor Red» | Сундин, Станне      | Йоханссон, Сундин             | 2:07         |
| 7.                  | «Insanity's Crescendo»   | Станне              | Хенрикссон, Йоханссон, Сундин | 6:52         |
| 8.                  | «Still Moving Sinews»    | Сундин, Станне      | Сундин, Йоханссон             | 4:42         |
| 9.                  | «Atom Heart 243.5»       | Сундин              | Сундин, Йоханссон, Хенрикссон | 4:00         |
| 10.                 | «Tidal Tantrum»          | Станне              | Йоханссон                     | 2:57         |
| 11.                 | «Tongues»                | Сундин              | Хенрикссон, Йоханссон, Сундин | 4:53         |
| 12.                 | «The Mind's Eye»         | (Instrumental)      | Палм, Йоханссон               | 3:11         |
| Общая длительность: | Общая длительность:      | Общая длительность: | Общая длительность:           | 46:34        |

| №   | Название           | Текст песни | Музыка         | Длительность |
| --- | ------------------ | ----------- | -------------- | ------------ |
| 13. | «Razorfever»       | Станне      | Сундин, Йиварп | 3:16         |
| 14. | «Shadowlit Façade» | Станне      | Йоханссон      | 3:25         |

| №   | Название                             | Длительность |
| --- | ------------------------------------ | ------------ |
| 15. | «Bringer of Torture» (Kreator cover) | 2:20         |

| №   | Название    | Текст песни | Музыка               | Длительность |
| --- | ----------- | ----------- | -------------------- | ------------ |
| 15. | «Archetype» | Станне      | Йоханссон, Нордстрём | 4:29         |

| №   | Название                   | Текст песни | Музыка               | Длительность |
| --- | -------------------------- | ----------- | -------------------- | ------------ |
| 15. | «Archetype»                | Станне      | Йоханссон, Нордстрём | 4:29         |
| 16. | «Zodijackyl Light (Video)» | Станне      | Сундин, Йоханссон    | 3:59         |
| 17. | «Hedon (Video)»            | Сундин      | Хенрикссон, Сундин   | 5:37         |

## Участники записи
- Микаель Станне — вокал
- Никлас Сундин — гитара
- Фредрик Йоханссон — гитара
- Мартин Хенрикссон — бас-гитара
- Андрес Йиварп — ударные